# Río Aragón Subordán
El río Aragón Subordán es un río del norte de España, un afluente por la margen derecha del Aragón que discurre por la comunidad autónoma de Aragón. 
Nace en la cara norte de la Sierra Bernera por la conjunción de una serie de barrancos que drenan un circo. Atraviesa, con un perfil glaciar, la selva de Oza (donde forma el estrecho desfiladero conocido como «Boca del infierno») y el Valle de Hecho, bañando las localidades de Hecho, Embún, Javierregay y Puente la Reina de Jaca.
El río discurre a lo largo de un total de 50 kilómetros, hasta desaguar en el Aragón a la altura de Puente la Reina. Su mayor afluente es el río Osia, que riega el valle de Aragüés.
Su cuenca alberga una de las concentraciones de monumentos megalíticos (dólmenes, crómlechs, cistas, túmulos y menhires) más importante y abundante del Pirineo, los cuales se extienden desde la Selva de Oza hasta la frontera con Francia, entre los 1200 y los 1800 metros de altitud.
- Datos: Q2859437
- Multimedia: Aragón Subordán River / Q2859437